# Larrea simulans
Larrea simulans är en pockenholtsväxtart som beskrevs av Noel Yvri Sandwith. Larrea simulans ingår i släktet Larrea och familjen pockenholtsväxter. Inga underarter finns listade i Catalogue of Life.